# Alkiškiai
Alkiškiai – wieś na Litwie, w północnej części kraju, w okręgu szawelskim, w rejonie okmiańskim.
Według danych ze spisu powszechnego w 2001 roku we wsi mieszkały 444 osoby. Według danych z 2011 roku wieś była zamieszkiwana przez 374 osoby – 178 kobiet i 196 mężczyzn.